# Атач, Хасан Фехми
Хасан Фехми Атач (тур. Hasan Fehmi Ataç; 1879, Гюмюшхане, вилайет Трабзон, Османская империя — 16 сентября 1961) — турецкий государственный деятель, министр финансов Турецкой Республики (1922—1925).

## Биография
Родился в знатной семье, был сыном кадирбейзаде Мехмета Салима Бея. Окончил местную школу Руштье в районе Сулеймание в Гюмюшхане. Однако впоследствии у него не было возможности получить высшее образование.
На выборах 1912 г. в Османской империи был избран членом Палаты депутатов от Гюмюшхане. Затем он был избран в новое Великое национальное собрание Турции и оставался депутатом с первого по восьмой созыв. На секретной сессии Национального собрания 17 октября 1920 г. он прокомментировал геноцид армян следующим образом: «Как вы знаете, [армянские] депортации были событием, вызвавшим мировой резонанс и представившим нас убийцами. До этого события мы знали, что христианский мир не приемлет нас, и поэтому их полный гнев и глубоко укоренившаяся враждебность будут направлены против нас. Почему мы присвоили звание убийцы? Почему мы вступили в такой серьезный и сложный конфликт? Поэтому мы действовали просто для того, чтобы обеспечить будущее нашей родины, которое мы считаем более дорогим и святым, чем наша собственная жизнь». На другом секретном заседании Фехми бей также представил доказательства конфискации армянских товаров и имущества.
В 1922—1925 гг. — министр финансов Турции. Во время своего пребывания на этом посту сумел наладить продовольственное снабжение армии во время и после Войны за независимость Турции. Создал два отдельных армейских реестра для восточного и западного фронтов, обеспечивая регулярную зарплату офицерам и документируя расходы. Организовал финансирование так называемого Великого наступления. В 1924—1925 гг. одновременно занимал пост министра сельского хозяйства.

## Награды и звания
Был награжден Медалью независимости (Медаль Лиакат) с красно-зеленой полосой.